# Universidad Farmacéutica Meiji
Universidad Farmacéutica Meiji (明治薬科大学 Meiji yakka daigaku?), MPU, es una universidad privada en Kiyose, Prefectura de Tokio, Japón, establecida en 1902.

## Historia
En el año 1902 se estableció en Tokio la Facultad de Farmacia "Tokyo Kanda ku Kanda Misaki-cho". 
En 1904 según la Ordenanza del en el Ministerio de Educación de la Universidad pasó a llamarse la Facultad de Medicina Kanda. 
En el 1906 (a los 39 años de la Era Meiji) se le renombró como la "Escuela de Medicina Meiji". 
En 1907 fue establecida la facultad de medicina de la Mujer de Tokio. Esta fue la primera facultad de medicina femenina de Japón, en el mismo año se efectúa su traslado a Kojimachi "Distrito Kioicho". Sin embargo no se efectúa el traslado de la facultad femenina de drogas. 
En 1923 el Gran Terremoto de Kanto destruyó un edificio de la Facultad de Farmacia Meiji (que había adquirido el rango de Universidad por la Ordenanza del mismo año). La facultad fue trasladada en 1924 a Shibuya Sasazuka.
En 1930 Setagaya trasladó a la escuela Komazawa. En este mismo año fue aprobado el traslado de la Facultad femenina de medicina de Tokio, al edificio de la escuela Sasazuka de la Facultad femenina de Farmacia de Tokio. 
En 1945 debido a un bombardeo durante la Segunda Guerra Mundial fue destruido el edificio de la escuela Sasazuka. Entonces se traslada la Facultad femenina de Farmacia de Tokio al edificio de la escuela en Setagaya.
En 1949 se aprobó el nuevo sistema universitario, Meijiyakkadaigaku.
En 1950 la Facultad femenina de Farmacia de Tokio también fue aprobada como la escuela Meijiyakkadaigaku-Tanashi. 
En 1957 se efectuó la instalación del Departamento Farmacéutico (en Setagaya), y el de Bienestar de Ciencias Farmacéuticas (en Tanashi). 
En 1964 pasó a llamarse Departamento de bienestar de drogas de Ciencias Farmacéuticas. Efectuándose la instalación del edificio de "Ciencias Farmacéuticas de la Salud". 
En el 1975 se implanta el programa de maestría de la "Escuela de Graduados de Ciencias Farmacéuticas". 
En 1995 se efectúa la implantación del programa de doctorado de la "Escuela de Graduados de Ciencias Farmacéuticas". 
En el 1998 se efectúa el traslado de la sede del anterior campus al actual campus de Kiyose. 
En el 2006 se implanta el grado del Departamento de Medicina con estudios de 6 años y el  
Departamento Farmacéutico con 4 años con un Posgrado para la "Escuela de Graduados de Ciencias Farmacéuticas". 
Desde el 2010 está sujeta a la certificación de acreditación institucional por la "Asociación de Acreditación Universitaria"

## Graduaciones
- Grado

Departamento de Medicina (6 años)
 
Departamento Farmacéutico (4 años)

- Posgrado

Escuela de Graduados de Ciencias Farmacéuticas. 